# Mandatar
Als Mandatar (lateinisch mandatarius) bezeichnet man im Allgemeinen jede Person oder Institution, die ein Mandat annimmt bzw. wahrnimmt (zum Beispiel ein Rechtsanwalt, der gemäß Vollmacht bzw. im Auftrag eines anderen agiert) und im Speziellen in Österreich die gewählten Abgeordneten des Nationalrats, der Landtage und der Gemeinderäte, da sie von den Wählern einen Auftrag, also ein Mandat, erhalten haben.